# اریس (الهه)
اریس (به یونانی: Έρις)، الههٔ نفاق و کشمکش بود.
وی احتمالاً دختر نوکس و اربوس یا زئوس و هرا بوده‌است. در جشن ازدواج پلئوس و تتیس بدون دعوت حاضر شد و سیبی طلائی را به میان انداخت که رویش نوشته بود «برای زیباترین زن دنیا». بر سر تصاحب این سیب بین هرا، آتنا و آفرودیته اختلاف پیش‌آمد که سرانجام آن آغاز جنگ تروا بود.